# Domingo Torralva
Domingo José Torralva Ponsa (Santiago, 20 de enero de 1900) fue un tenista chileno de los años 1920 durante la era aficionada.
Fue la «primera persona chilena en participar en el Torneo de Roland Garros», junto con su hermano Luis, en el que disputó cuatro ediciones —1927 y de 1929 a 1931—, llegando a la segunda ronda. Representó a Chile en el estreno en 1921 y los primeros años de la Copa Mitre —en la que fue campeón en 1923, siendo recibido por el presidente Arturo Alessandri en el Palacio de La Moneda en Santiago—, en los Juegos Olímpicos de 1924 (primera ronda individual y segunda en dobles), así como en la Copa Davis en su debut en el torneo, en 1928 y 1929 (primera ronda). De sus partidos en este último, ganó 1 y cayó en 5.
Estudió en el Instituto Nacional General José Miguel Carrera en Santiago y se graduó de arquitecto en la Universidad de Chile en 1926.